# 26P/Grigg-Skjellerup
26P/Grigg-Skjellerup – kometa krótkookresowa, należąca do rodziny Jowisza.

## Odkrycie
Kometę tę odkrył 23 lipca 1902 roku nowozelandzki astronom John Grigg. Podczas jednego z kolejnych jej powrotów (1922) została ona powtórnie odkryta przez australijskiego obserwatora Johna Francisa Skjellerupa. Nazwa komety pochodzi od tych dwóch odkrywców.

## Orbita
Orbita komety 26P/Grigg-Skjellerup ma kształt elipsy o mimośrodzie 0,64. Jej peryhelium znajduje się w odległości 1,09 j.a., aphelium zaś 4,95 j.a. od Słońca. Jej okres obiegu wokół Słońca wynosi 5,24 roku, nachylenie do ekliptyki to 22,43˚.

## Właściwości fizyczne
Jest to stosunkowo mało aktywna kometa o krótkim czasie obiegu, zaliczana do rodziny Jowisza. Jej jądro jest niewielkie i ma wielkość około 2,6 km. Ze względu na częste powroty w okolice Słońca obiekt ten jest już mocno „wypalony” - zatem pozbył się większości substancji lotnych. Ciało to jest źródłem pochodzenia roju meteorów zwanego pi Puppidami.

## Badania
W 1992 roku kometa 26P/Grigg-Skjellerup była celem misji sondy Giotto, która wcześniej (1986) badała kometę Halleya. Próbnik ten znalazł się w odległości około 200 km od jądra, jednakże ze względu na zniszczoną podczas przelotu obok komety Halleya kamerę nie wykonał żadnych zdjęć.
W 2003 roku z górnych warstw atmosfery Ziemi za pomocą samolotu należącego do NASA zebrano pył pochodzący ze śladu pozostawionego przez kometę po wizycie w pobliżu Słońca w roku 2002. Pył ten znalazł się w atmosferze na skutek przecięcia przez Ziemię orbity komety. W próbkach pyłu wykryto m.in. materiał krzemianowy starszy niż Słońce. Znaleziono również ślady wskazujące, że badany materiał pochodzi z supernowej, która wybuchła w pobliżu powstającego Słońca. W próbce wykryto również deuter, szczególne izotopy tlenu i azotu oraz nieznany wcześniej minerał, nazwany brownleeitem (MnSi).